# Virtuality
Virtuality (Virtuosity) è un film del 1995 diretto da Brett Leonard e interpretato da Denzel Washington, nel ruolo del poliziotto finito in prigione per avere ucciso dei terroristi in un'azione confusa e violenta.

## Trama
In un futuro lontano, Sid 6.7 è un cybercriminale che si dedica a uccidere molte persone, e l'unico uomo che gli darà la caccia è il tenente Parker Barnes, accusato dell'omicidio della moglie e della figlia.